# Porter (Schiff, 1944)
Die USS Porter (DD-800) war ein zur Fletcher-Klasse gehörender Zerstörer der United States Navy. Sie wurde im Zweiten Weltkrieg und im Koreakrieg eingesetzt. 1974 wurde das Schiff zur Verschrottung verkauft.

## Namensgeber
Commodore David Porter (1780–1843) und sein Sohn Admiral David Dixon Porter (1813–1891) waren Offiziere der US Navy. Ein weiterer Sohn, Commodore William D. Porter, sowie der Adoptivsohn Admiral David Glasgow Farragut waren ebenfalls Namensgeber für Schiffe der US Navy.

## Technik

### Rumpf und Antrieb
Der Rumpf der USS Porter war 114,7 m lang und 12,1 m breit. Der Tiefgang betrug 4,2 m, die Verdrängung 2.050 ts (2.080 t). Der Antrieb des Schiffs erfolgte durch zwei Dampfturbinen von General Electric, der Dampf wurde in vier Kesseln von Babcock & Wilcox erzeugt. Die Wellenleistung betrug 60.000 hp (45 MW), die Höchstgeschwindigkeit lag bei 35 kn (65 km/h).

### Bewaffnung und Elektronik
Hauptbewaffnung der USS Porter waren bei Indienststellung ihre fünf 5-Zoll/127-mm-Mark-30-Einzeltürme. Dazu kamen diverse Flugabwehrkanonen, die im Laufe des Krieges immer weiter verstärkt wurde.
Die USS Porter war mit Radar ausgerüstet. Am Mast über der Brücke waren ein SG- und ein SC-Radar montiert, mit denen Flugzeuge auf Entfernungen zwischen 15 und 30 Seemeilen (28 und 56 Kilometer) und Schiffe in Entfernungen zwischen 10 und 22 Seemeilen (19 und 41 Kilometer) geortet werden konnten.

## Geschichte
USS Porter wurde am 6. Juli 1943 bei Todd Pacific Shipyards in Seattle, Washington auf Kiel gelegt. Am 13. März 1944 lief der Zerstörer vom Stapel. Taufpatin war Georgiana Porter Cusachs. Das Schiff wurde am 24. Juni 1944 unter dem Kommando von Commander R. R. Prince in Dienst gestellt.

### 1944
Nach den Erprobungsfahrten vor San Diego lief die USS Porter am 16. September 1944 nach Adak, Alaska aus. Am 21. November 1944 beschoss sie zusammen mit der Task Force (TF) 92 feindliche Einrichtungen auf Matsua.

### 1945
Am 5. Januar 1945 griff USS Porter den japanischen Marinestützpunkt auf Paramushiru an. Am 18. Februar erfolgte ein weiterer Angriff gegen Einrichtungen auf der Insel. USS Porter nahm am 15. Mai an Operationen gegen den Schiffsverkehr im japanisch kontrollierten Ochotskischen Meer teil und beschoss auf der Rückfahrt erneut den Marinestützpunkt auf Paramishiru. Am 10. und 11. Juni beschoss sie wieder Matsua. Bei einem weiteren Vorstoß in das Ochotskische Meer traf sie auf einen kleinen Geleitzug und versenkte mit ihrer Artillerie ein japanisches Handelsschiff.
Die japanische Kapitulation erlebte der Zerstörer in Portland, Oregon, wo er bis zum 1. September überholt wurde. Er eskortierte den Flugzeugträger Enterprise von Seattle nach San Francisco, um anschließend von San Diego an die Ostküste zu verlegen.

### Nachkriegszeit
Am 3. Juli 1946 wurde die USS Porter außer Dienst gestellt und eingemottet der Reserveflotte in Charleston, South Carolina zugeteilt.

### Koreakrieg
USS Porter wurde am 9. Februar 1951 wieder in Dienst gestellt und wurde vom 14. Juni bis 14. September 1952 als Teil der TF 95 in koreanischen Gewässern eingesetzt. Sie zerstörte einen nordkoreanischen Zug und beschädigte zwei weitere. Damit gehörte der Zerstörer zum Trainbusters Club.

### Verbleib
Am 10. August 1953 wurde USS Porter erneut außer Dienst gestellt und in Norfolk, Virginia eingemottet. USS Porter wurde am 1. Oktober 1972 aus der Flottenliste gestrichen und am 21. März 1974 zur Verschrottung verkauft.

## Auszeichnungen
USS Porter erhielt einen Battle Star während des Zweiten Weltkriegs und einen weiteren Battle Star während des Koreakriegs